# Glyn Ford
Glyn Ford (ur. 28 stycznia 1950 w Gloucester) – brytyjski polityk, nauczyciel akademicki, deputowany do Parlamentu Europejskiego II, III, IV, V i VI kadencji.

## Życiorys
W 1971 uzyskał licencjat z geologii, a dwa lata później magisterium w tej samej dziedzinie. Pracował jako pracownik naukowy na University of Manchester (do 1984). Był również profesorem wizytującym na Uniwersytecie w Tokio. W latach 1978–1986 zasiadał w radzie okręgu Tameside.
W 1984 z listy laburzystów po raz pierwszy uzyskał mandat posła do Parlamentu Europejskiego. Z powodzeniem ubiegał się o reelekcję w kolejnych wyborach europejskich (w 1989, 1994, 1999 i 2004). Był m.in. wiceprzewodniczącym Grupy Socjalistów (1989–1993), pracował w komisjach gospodarczych. W 2009 nie udało mu się odnowić mandatu na kolejną kadencję.